# Carl Valeri
Carl Valeri (Canberra, Australia, 14 de agosto de 1984) es un exfutbolista australiano que jugaba como mediocampista.

## Trayectoria
Valeri fichó con el Inter de Milán en 2002 cuando aún era un adolescente, y luego de pasar un tiempo a préstamo en el SPAL 1907 donde hizo su debut profesional, finalmente fue fichado en forma permanente por el Grosseto de la Serie C1 en agosto de 2005. Luego de jugar más de 100 partidos para el club, el Sassuolo de la Serie B le fichó en 2010. Extendió su contrato con el Sassuolo en julio de 2012, con miras al título de la Serie B y una oportunidad de jugar en la Primera División.

## Selección nacional
Valeri hizo su debut con los Socceroos el 24 de marzo de 2007 en un partido amistoso ante China que los australianos terminaron ganando 2-0 en Cantón.
En 2010 fue parte del equipo que representó a Australia en la Copa Mundial de Fútbol de 2010, jugando los tres partidos de su selección en el torneo.

### Participaciones en Copas del Mundo
| Mundial                        | Sede      | Resultado    | Partidos | Goles |
| ------------------------------ | --------- | ------------ | -------- | ----- |
| Copa Mundial de Fútbol de 2010 | Sudáfrica | Primera fase | 3        | 0     |

## Clubes
| Club                    | País      | Año       |
| ----------------------- | --------- | --------- |
| Inter de Milán          | Italia    | 2004-2005 |
| SPAL 1907 (a préstamo)  | Italia    | 2004-2005 |
| U. S. Grosseto F. C.    | Italia    | 2005-2009 |
| U. S. Sassuolo Calcio   | Italia    | 2010-2014 |
| Ternana Calcio          | Italia    | 2014      |
| Melbourne Victory F. C. | Australia | 2015-2019 |
| Dandenong City S. C.    | Australia | 2019      |

## Palmarés

### Títulos nacionales
| Título   | Club                    | País      | Año  |
| -------- | ----------------------- | --------- | ---- |
| A-League | Melbourne Victory F. C. | Australia | 2015 |
| FFA Cup  | Melbourne Victory F. C. | Australia | 2015 |
| A-League | Melbourne Victory F. C. | Australia | 2018 |